# Microsoft Office 2008 for Mac
Microsoft Office 2008 for Mac – wersja pakietu Office dla Systemu OS X. Office 2008 jest następcą Microsoft Office 2004 for Mac i pierwszą wersją dla komputerów Macintosh, która w pełni obsługuje procesory firmy Intel.

## Zawartość pakietów
Pakiety Microsoft Office dla komputerów Mac nie zawierają aż tylu aplikacji, co ich odpowiedniki dla systemów Windows. Wydane zostały trzy wersje pakietu Microsoft Office 2008:
- Standard Edition: zawiera programy Word, Excel, PowerPoint i Entourage. Koszt to około 399 dolarów. Licencja komercyjna.

- Home and Student: edycja podstawowa bez zaawansowanych funkcji w Exchange i Automator, z licencją niekomercyjną. Koszt to 149 dolarów.

- Special Media Edition: edycja standard oraz Microsoft Expression Media, koszt 499 dolarów z licencją niekomercyjną.

## Wygląd
Nowy interfejs użytkownika zmienił się w porównaniu do pierwszych wersji testowych, alpha (w których wykorzystano wstążkę znaną z Office 2007 i zlikwidowano całkowicie pasek menu i pasek narzędzi).
Nowy interfejs to połączenie standardowego wyglądu (zawierającego wspomniane menu i pasek narzędzi) z filozofią obsługi Office 2007.